# Zona metropolitana de Aguascalientes
La Zona Metropolitana de Aguascalientes (ZOMA), es la configuración urbana compuesta por la población de los municipios de: Aguascalientes, Jesús María y San Francisco de los Romo.
La zona metropolitana de Aguascalientes es la decimotercera más grande e importante de México, que actualmente supera el millón de habitantes. Es la tercera zona metropolitana con mayor crecimiento de México, solo detrás de  Puerto Vallarta Jalisco y  Monterrey Nuevo León. De acuerdo al Censo de Población y Vivienda 2020, la población de los tres municipios contabiliza 1,140,916 habitantes.
Esta zona metropolitana es la más importante del estado y tiene influencia en municipios limítrofes de Jalisco y Zacatecas, por su gran diversidad en comercio, industria, entretenimiento y difusión cultural. La Zona Metropolitana crece a un ritmo del 4.07% anualmente.  y está considerada dentro de la macrorregión del Bajío. aunque geográficamente se encuentre en el límite del Bajio y la Mesa Central del Altiplano.
El municipio de Aguascalientes crece a una tasa promedio anual del 2.1%, el municipio de Jesús María crece a una tasa del 4.4% y el municipio de San Francisco de los Romo al 5.8%.

## Desarrollo
| Municipio                 | Población (2020) |
| ------------------------- | ---------------- |
| Aguascalientes            | 948 990          |
| Jesús María               | 129 929          |
| San Francisco de los Romo | 61 997           |
| Zona metropolitana        | 1 140 916        |

El crecimiento demográfico de la ciudad y la diversificación industrial con la creación de clusters estratégicos como el automotriz, aeroespacial, energías y agroindustrial la han convertido en un polo de inversión extranjera, principalmente de EE. UU., Japón y Alemania. Más aún, el 70% la inversión japonesa en México se encuentra en Aguascalientes, la comunidad japonesa en la Zona Metropolitana de Aguascalientes (ZOMA) representa la tercera más importante solo por detrás de la Ciudad de México y el estado de Guanajuato. 
En lo que respecta a los municipios integradores de la Zona Metropolitana de Aguascalientes (ZOMA) Jesús María y San Francisco de los Romo, han desarrollado a la par de la capital un sistema de mejoras en los servicios públicos, coberturas de agua, electricidad, educación y la creación de parques industriales que permiten una interacción entre los tres municipios conurbados.
El desarrollo de los municipios integradores del (ZOMA) ha contribuido a la catalogación de los mismos como Municipios Tipo 1 conforme al índice de zonas metropolitanas de México 2015.

## Conectividad
La Zona Metropolitana de Aguascalientes (ZOMA) cuenta con un  Aeropuerto internacional de Aguascalientes (AIA) localizado al sur del municipio capital en la Delegación Rural Peñuelas que permite la conectividad nacional e internacional del estado. 
La Autovía No.45 (Panamericana Mex-Cd. Juárez) atraviesa el estado de sur a norte incluyendo la Zona Metropolitana, es el principal eje carretero que permite la conexión logística de bienes y servicios con ciudades importantes del país y fronterizas. En dicho eje carretero se ubican las principales armadoras de autos, desarrollos industriales, comerciales y hoteleros del estado.
La vía férrea troncal México-Juárez cruza igualmente el estado de Aguascalientes de sur a norte con una interconexión al oriente, hacia la línea férrea manejada por Kansas City Southern México ubicada en el poblado de Chicalote (estación del mismo nombre), lo que permite una situación privilegiada en el transporte de mercancías y de amplio potencial logístico. Cabe mencionar la reactivación del proyecto férreo vía corta Aguascalientes- Guadalajara que permitirá reducir tiempo y costo en el traslado de mercancías hacia el puerto de Manzanillo.

## Sistema Vial y Ordenamiento del Territorio
El funcionamiento de 25 km del libramiento carretero poniente de Aguascalientes el cual desahoga el tránsito pesado de manera directa desde la comunidad de Montoro al sur de la Cd. de Aguascalientes hasta San Francisco de los Romo ( Tercer Municipio integrador de la Zona Metropolitana) ayuda a desahogar el sistema de vialidades de la Zona Metropolitana. El libramiento poniente forma parte de un conjunto de infraestructuras carreteras para mejorar la movilidad de mercancías a su paso por la (ZOMA).
La infraestructura vial de la Zona Metropolitana está conformada por un sistema de tres anillos concéntricos que circundan la Ciudad de Aguascalientes, además de múltiples vialidades secundarias y terciarias que enlazan la Zona Metropolitana. En Jesús María se encuentra el mismo sistema radial con un anillo periférico.
En años anteriores el Tercer Anillo Periférico fue completado en su parte poniente creando una alternativa más para comunicar el Sur de la Cd. de Aguascalientes con Jesús María (segundo municipio integrador de la Zona Metropolitana). 
Actualmente la Zona Metropolitana de Aguascalientes (ZOMA) cuenta con el Corredor Metropolitano de Integración ubicado en el complejo Tres Centurias que une servicios hospitalarios con el conjunto histórico Ferrocarrilero y este a su vez con la Ciudad Deportiva de Aguascalientes, creando una gran zona de potencial deportivo conformada por Canchas de Básquet, estadio de béisbol Parque Alberto Romo Chávez casa de los Rieleros de Aguascalientes, el Estadio Victoria casa del Club Necaxa, deportivo ferrocarrilero y el conjunto deportivo del IDEA [(Instituto del Deporte de Aguascalientes)], además en la consolidación del Segundo anillo como vialidad de flujo continuo y el proyecto de Rehabilitación Integral del Tercer Anillo.
La Zona Metropolitana cuenta con una red de ciclovías que enlazan distintos puntos situados en las avenidas principales de la ciudad. El sistema de transporte público se encuentra en fase de transformación, rediseñando rutas e implementando mejoras en las unidades, destaca la conformación de las terminales de ultima llegada así como el anuncio de nuevas unidades tipo "oruga", obras de infraestructura para las paradas de autobús y carril exclusivo. La (ZOMA) cuenta con algunos estudios de factibilidad para tren suburbano y tren de pasajeros regional [(Tren Mexico- Cd.Juarez)] para su puesta en marcha a mediano y largo plazo.

## Áreas Naturales y Parques Urbanos

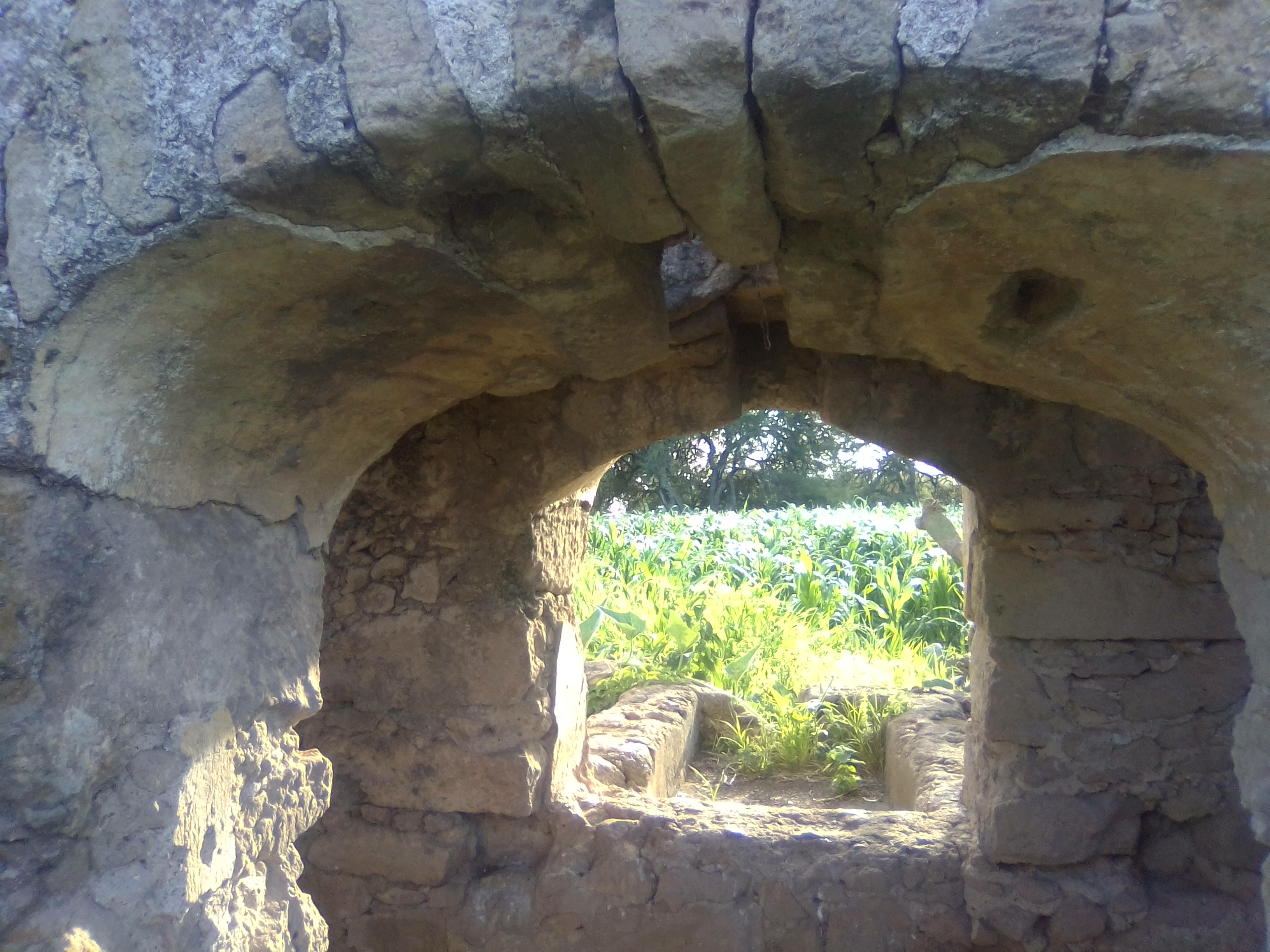
En la zona metropolitana de Aguascalientes se encuentra el Bosque de Cobos

La Zona Metropolitana de Aguascalientes (ZOMA) cuenta con una gran variedad de Áreas Naturales Protegidas y Parques Urbanos que fomentan el desarrollo comunitario y la protección de flora y fauna.
Las Áreas Naturales Protegidas ubicadas en la Zona Metropolitana son: Área Natural Protegida Cerro del Muerto que comparte con el municipio de Jesús María y Área Natural Protegida Cerro de los Gallos que se comparte con el estado de Jalisco. 
Dentro de los parques urbanos y pulmones verdes más importantes de la Zona Metropolitana destacan el Parque México, Parque El Cedazo, Parque Rodolfo Landeros (antes Héroes Mexicanos), Isla San Marcos, el Cerrito de la Cruz, Parque La Pona, Bordo Santa Elena, Bosque de Cobos declarado como área natural protegida Bosque de Cobos-Parga (cubre parcialmente la totalidad del área), Área Protegida La Ignominia en la ladera del Cerro de los Gallos y el Área Natural Protegida Peñuelas de reciente declaración para la conservación ecológica y del patrimonio cultural.
Otras zonas que generan un balance ecológico en la ZOMA y que merecen de planes especiales de conservación son: Presa Abelardo L. Rodríguez y Rio Morcinique, propuesto como el Gran Parque Metropolitano dentro de los municipios de Jesús María y Aguascalientes. El Rio San Pedro en toda su trayectoria, especialmente en la Zona Metropolitana el cual se encuentra en total vulnerabilidad por los desechos tóxicos depositados. La Zona de Recarga de Agua y de Conservación Ecológica El Sabinal amenazada por la construcción de vivienda y la acumulación de aguas tratadas y el sistema de lomeríos del oriente de la Ciudad de Aguascalientes como recarga de acuífero y existencia de áreas paleontológicas amenazado por el crecimiento urbano. 
Destaca el sitio denominado RAMSAR El Jagüey en Buenavista de Peñuelas al sur de la capital, distinción que da importancia mundial a los humedales en zonas de riesgo para asegurar su protección. Esta área corresponde al programa de rescate de la "ranita de madriguera" especie endémica de la zona y en riesgo importante por la edificación de zonas industriales.

## Áreas Patrimonio Cultural de la Humanidad
La Zona Metropolitana de Aguascalientes (ZOMA) cuenta con algunos sitios Patrimonio Cultural de la Humanidad adscritos al Camino Real de Tierra Adentro, declarados por la UNESCO en el año 2010. En el municipio de Aguascalientes destacan: 
Centro Histórico de la Ciudad de Aguascalientes, Exhacienda de Cieneguilla, Exhacienda de Peñuelas.
La riqueza del patrimonio material e inmaterial de la (ZOMA) es invaluable y convierte a La Zona Metropolitana de Aguascalientes (ZOMA) en un gran epicentro de las tradiciones más representativas y arraigadas del estado y la región.

## Representación Diplomática y Ciudades Hermanas
La ciudad cuenta con las siguientes representaciones diplomáticas:
Consulado del Reino de España,
consulado de la República Francesa,
consulado de la República Oriental del Uruguay
La Ciudad de Aguascalientes está hermanada con:
Ciudad Comercio (California), Kanawaga (Japón), Pharr (E.U.A.), Lynwood (E.U.A.), Pamplona (España), Venecia (Italia), Aipe (Colombia), Wuhan (China), Lampa (Perú), Piedras Negras (Coahuila), Irapuato (Guanajuato), Durango (Durango), San Cristóbal de las Casas (Chiapas).
Además mantiene estrecha relación e intercambio cultural/educativo con el estado federado de Rheinland-Pfalz en Alemania.